# Hannspeter Winter
Hannspeter Winter (* 22. August 1941 in Wels; † 8. November 2006 in Wien) war ein österreichischer Physiker. Er war international bekannt für seine Forschungen auf dem Gebiet der Plasmaphysik (insbes. Kernfusionsforschung), der Atomphysik und Molekülphysik sowie der Oberflächenphysik.

## Leben
Hannspeter Winter wurde als Sohn von Josef Winter und Hadwig Winter, geb. Loacker, geboren. Er wuchs in Wels und Bregenz auf, besuchte das Gymnasium Stella Matutina in Feldkirch und die HTL Mödling und studierte anschließend Physik an der TU Wien. Als Student reiste er per Autostopp bis Indien und Afrika.
Winter wurde 1970 zum Doktor der Technischen Wissenschaften an der TU Wien promoviert und wirkte im selben Jahre als Forschungsassistent im Austrian Research Center Seibersdorf. Von 1970 bis 1980 war er Assistenzprofessor an der TU Wien, und von 1973 bis 1975 Gastforscher und Konsultant an der Gesellschaft für Schwerionenforschung in Darmstadt. In den Jahren 1976/77 wirkte er als Gastforscher am FOM Instituut voor Atoom- en Molecuulfysica (AMOLF) in Amsterdam. Von 1980 bis 1990 war Winter Universitätsprofessor für Plasma-Physik an der TU Wien und 1986 Gastforscher an Reichsuniversität Groningen. Zudem verbrachte er zwischen 2003 und 2006 nach der Verleihung des Alexander von Humboldt Forschungspreises mehrere Monate als Gastforscher an der Humboldt-Universität zu Berlin.
Von 1987 bis 2006 war er Institutsvorstand des Institutes für Allgemeine Physik (IAP) an der TU Wien, ab 1990 ordentlicher Universitätsprofessor für Allgemeine Physik, und von 1996 bis 2006 Head of Research Unit des Österreichischen Koordinationsbüros für Kernfusionsforschung im Rahmen von EURATOM. Er war Mitglied des Senates der TU Wien seit 1990, seit 2002 Kuriensprecher der Professoren im Senat der TU Wien.
Winter war seit 1998 Korrespondierendes Mitglied der Österreichischen Akademie der Wissenschaften. Er war Mitherausgeber von Europhysics Letters, Heavy Ion Physics, Plasma Physics and Controlled Fusion. Winter hat circa 270 Publikationen in referierten internationalen wissenschaftlichen Zeitschriften veröffentlicht.
Winter starb überraschend beim Lauftraining, seiner wesentlichsten Freizeitbeschäftigung, an einem Herzinfarkt. Er wurde am Wiener Zentralfriedhof beerdigt. Winter war verheiratet mit der Richterin Renate Winter und hat einen Sohn, Dorian Winter, sowie eine Schwester, Erika Winter-Wilde und einen Bruder, Michael Winter. Hannspeter Winter war seit 1962 Mitglied der katholischen Studentenverbindung KAV Bajuvaria Wien im ÖCV.

## Gremienengagement
Winter war in zahlreichen Gremien engagiert
- Leiter des Fachausschusses für Atom-, Molekül- und Plasmaphysik der Österreichischen Physikalischen Gesellschaft (ÖPG) (1987/1988)
- Vorsitzender der ÖPG (1989–1991)
- Vorsitzender der Fachgruppenkommission Physik (1990–1995)
- Vorsitzender des Österr. Universitätsprofessoren-Verbandes (1991–1993)
- Stellv. Vorsitzender der Österr. Bundesprofessorenkonferenz (1991–2001)
- Österr. Vertreter in der International Union of Pure and Applied Physics (IUPAP) (1993–1999)
- Stv. Vorsitzender der IUPAP-Kommission C 15 on Atomic and Molecular Physics and Spectroscopy (1996–1999)
- Vorsitzender des Atomic and Molecular Physics Division Board der European Physical Society (EPS) (1998–2000)
- Mitglied des Plasma Physics Board der EPS (1997–2001)
- Head of Research Unit (Koordinator) der Assoziation EURATOM-ÖAW (der österr. Beteiligung am Europäischen Kernsfusionsprogramm) (seit 1996)
- Mitglied und F&E-Beauftragter des Österr. Fachhochschulrates (2000–2005)
- Vorsitzender der ÖPG (1989/90)[2]
- Mitglied der Deutschen Physikalischen Gesellschaft (DPG)
- Mitglied im wissenschaftlichen Rat der Max Auwärter-Stiftung
- Mitglied der EPS-Action Committee on Physics and Society
- Gründungsmitglied der „Friedrich Schiedel-Stiftung für Energietechnik“ (1988)

## Wirken
Seine Arbeits- und Lehrtätigkeit umfasste vor allem die Bereiche Plasmaphysik (und hier insbesondere Kernfusionsforschung), die Atom- und Molekularphysik sowie die Oberflächenphysik. Prof. Winter trat nachhaltig für eine umfassende internationale Zusammenarbeit ein – im Besonderen für die Kooperation mit Kollegen aus den Mitgliedsländern der Gemeinschaft Unabhängiger Staaten (GUS) sowie im Rahmen der Forschungsprogramme der Europäischen Union – und engagierte sich stark für die Forschungs- und Universitätspolitik in Österreich.
Unter anderem war er maßgeblich beteiligt an der Implementierung von Evaluationsprozessen zur wissenschaftlichen Qualitätssicherung von Universitätsinstituten in Österreich. Die von Winter entwickelten Methoden im Rahmen der Physikevaluation wurden weit über deren Projektstatus als ganzheitlich richtungsweisend angesehen. Die Methoden der Leistungsmessung (Evaluation) und des rationalen Einsatzes von Ressourcen werden heute als notwendige Werkzeuge im modernen Universitätsmanagement angewandt.
Winters bildungspolitisches Interesse galt vor allem der Förderung von technischem Verständnis sowie der Förderung von Frauen in technischen Berufen.

## Auszeichnungen und Ehrungen
Er war Träger des Österreichischen Ehrenkreuzes für Wissenschaft und Kunst I. Klasse (2001) und erhielt 2003 den  Alexander von Humboldt Forschungspreis.
2007 wurde an der TU Wien der Hannspeter Winter Preis eingerichtet. Durch diesen Preis sollen jährlich Forschungsleistungen im Rahmen von Dissertationsprojekten ausgezeichnet werden, die von Absolventinnen des Doktoratsstudiums an der TU Wien erbracht wurden. Neben der Anerkennung der hervorragenden wissenschaftlichen Leistung soll mit dem Preis auf die besonderen Leistungen von Frauen im Bereich der Forschung und Technik aufmerksam gemacht werden. Der Preis wurde erstmals 2008 verliehen.